# Шведский стол
Шведский стол, буфет — способ подачи пищи, при котором множество блюд выставляются рядом, и еда разбирается по тарелкам самими гостями (например, на фуршете). Во многих странах подобный способ обслуживания называется буфетным. Название «шведский стол» используется в русском и нескольких других языках (например, белорусском: шведскі стол, украинском: шведський стіл, польском: szwedzki stół, венгерском: svédasztal, хорватском: švedski stol, литовском: švediškas stalas, чешском: švédský stůl).
В скандинавских странах существует традиция накрывать холодный закусочный стол «сморгосбурдет» (швед. smörgåsbord, бутербродный стол, закусочный стол) в отдельной комнате, из которой, поев, гости переходят в обеденную, где едят уже традиционный обед. То, что в русском языке называется шведским столом, на многих других языках называется буфетом, из-за изменения значения слова «буфет» в русском языке термин шведский стол занял его место.

## Особенности
Шведский стол — скандинавская традиция, принятая со временем во всём мире. Её история уходит корнями в далёкое прошлое. Столетия назад скандинавы делали заготовки впрок из продуктов длительного хранения — солёной рыбы, корнеплодов и овощей, копчёного мяса. Когда приезжали гости, вся еда подавалась сразу, в больших мисках. Тем самым хозяева избавляли себя от лишних церемоний, высвобождая время для общения. В XX веке этот способ коллективной трапезы взял на вооружение весь мир.
При самообслуживании по принципу шведского стола в зале находится один или несколько прилавков, на которых по порядку выставлены закуски, первые, вторые блюда из рыбы и мяса, овощи, сыры, десерты. Гость, проходя вдоль прилавка, может выбрать те блюда, которые ему больше нравятся. Он сам накладывает еду в тарелки либо это делает официант.
В дорогих отелях за прилавком присутствуют также повара, которые на месте жарят омлет с приправами, рыбу и т. п. по заказу гостей.

## Разновидности
Существуют две основные разновидности организации шведского стола с точки зрения оплаты трапезы. Первый — это самый демократичный вариант, при котором можно выбрать тарелку любой величины и подходить многократно к столу раздачи. Цена в этом случае зафиксирована и не зависит от количества взятых продуктов. Но подразумевается, что все взятые блюда посетитель должен съесть на месте, их нельзя уносить из помещения столовой. 
По второму варианту оплата производится в зависимости от величины тарелки (т. н. система тарелок), на которую накладываются готовые блюда: в мелкую тарелку, среднюю или большую. И, кроме того, оплата производится за каждый подход.